# Danny Milosevic
Danny Milosevic (26 de junho de 1978) é um ex-futebolista profissional australiano que atuava como goleiro.

## Carreira
Danny Milosevic representou a Seleção Australiana de Futebol, nas Olimpíadas de 2000 que atuou em casa. 